# Барелеф за обявяването на Априлското въстание
Барелефът в памет на обявяването на Априлското въстание е изработен по проект на архитект Анастас Дудулов през 1928 г. Намира се до Калъчевия мост, наричан още мост на „Първата пушка“. Комплексът от двата паметника е едно от най-посещаваните места в град Копривщица.

## Архитектурен ансамбъл
Паметникът представлява гранитен блок със стъпаловидна основа с размери 250/240/30 см. В него е вградена бронзова отливка-барелеф на въстаник с пушка, а над него – ечаща църковна камбана. От едната му страна са издълбани имената на четниците от отряда на Георги Тиханек, чийто изстрел слага началото на Априлската епопея. От другата страна на изобразения въстаник е положен текст в прослава на събитията от 1876 г.

## Паметен текст
| „ | Вий седмината: Георги Н. Тиханекъ, Велю Серекътъ, Георги Каменарчето, Велю Мирчовъ, Неделю Н. Тиханекъ, Иванъ Фурнаджията, Илия Нанчовъ. Вий пуснахте тукъ на това мѣсто първия куршумъ противъ петвѣковния потисникъ и понесохте вѣнеца на борческата слава за освобождение. Отечеството вѣчно ще ви слави. | “ |